# 10.ª Flota de Área
La 10.ª Flota de Área (第十方面艦隊 Dai-jū Hōmen Kantai?) fue una flota de la Armada Imperial Japonesa que sirvió en la Segunda Guerra Mundial.

## Historia
La 10.ª Flota de Área fue un comando operativo de la Armada Imperial Japonesa establecida el 5 de febrero de 1945 para coordinar las fuerzas navales, aéreas y terrestres para la defensa de Indonesia e Indochina. Dentro de esta flota se encontraban la 1.ª y 2.ª Flota Expedicionaria del Sur, junto con la 13.ª Flota Aérea.

## Historial
| Fecha                    | Flota mayor                          | Flota menor                                                                              | Unidades |
| ------------------------ | ------------------------------------ | ---------------------------------------------------------------------------------------- | --- |
| 5 de febrero de 1945     | Flota Combinada                      | - 1.ª Flota Expedicionaria del Sur - 2.ª Flota Expedicionaria del Sur - 13.ª Flota Aérea | - 5.ª División de Cruceros - Hakusa - Nankai                                                                   |
| 1 de junio de 1945       | Flota Combinada                      | - 1.ª Flota Expedicionaria del Sur - 2.ª Flota Expedicionaria del Sur - 13.ª Flota Aérea | - 5.ª División de Cruceros - Nankai - 25.ª Fuerza de Base Especial - 27.ª Fuerza de Base - 28.ª Fuerza de Base |
| 12 de septiembre de 1945 | Se rinde al Reino Unido en Singapur. | Se rinde al Reino Unido en Singapur.                                                     | Se rinde al Reino Unido en Singapur.                                                                           |

## Comandantes de la flota
Comandante en Jefe
| N.º | Nombre           | Imagen | Rango         | Fecha                | Fecha              |
| N.º | Nombre           | Imagen | Rango         | Comienzo             | Final              |
| --- | ---------------- | ------ | ------------- | -------------------- | ------------------ |
| 1   | Shigeru Fukudome |        | Vicealmirante | 5 de febrero de 1945 | septiembre de 1945 |

Jefe de Estado Mayor
| N.º | Nombre        | Imagen | Rango           | Fecha                | Fecha              |
| N.º | Nombre        | Imagen | Rango           | Comienzo             | Final              |
| --- | ------------- | ------ | --------------- | -------------------- | ------------------ |
| 1   | Bunji Asakura |        | Contraalmirante | 5 de febrero de 1945 | septiembre de 1945 |